# AMD K6
Der AMD K6 ist ein x86-Mikroprozessor des Unternehmens AMD (Advanced Micro Devices) und wurde ursprünglich von dem Unternehmen NexGen unter dem Namen Nx686 entwickelt. Er gilt als Hauptkonkurrent zum Intel Pentium MMX bzw. Intel Pentium II und konkurrierte zusätzlich noch mit dem Cyrix 6x86MX.

## Hintergrund
Im Zuge der Übernahme von NexGen durch AMD wurde der Nx686 an den Sockel 7 angepasst und erhielt Intels MMX-Technologie – der AMD K6 entstand. An der Entwicklung beider Prozessoren, also des Nx686 als auch des K6, war Vinod Dham, der als „Vater des Pentiums“ gilt, maßgeblich beteiligt. Der K6 war der erste ernstzunehmende Konkurrent von AMD zu Intels Pentium-Prozessorenentwicklungen und wurde zuerst als Alternative zum Pentium MMX positioniert. Nach dem Erscheinen des Pentium II musste sich AMD mit schnelleren Modellen gegen diese neue Generation behaupten.

## Technik

### Modelle
Der K6 markiert die Nutzung einer neuen Prozessorgeneration, dessen erstes Modell er selbst war. Es gibt aber insgesamt drei Entwicklungsstufen dieser Generation: Den eigentlichen K6 (166 bis 300 MHz) sowie dessen Nachfolger K6-2 (266 bis 550 MHz, mit 3DNow!-Technik) und K6-III (400 und 450 MHz, mit integriertem L2-Cache). Der K6 selbst besteht aus zwei Modellen, die sich vor allem durch den Herstellungsprozess und deswegen auch durch die maximale Taktfrequenz und Betriebsspannung sowie daraus resultierend die maximale Verlustleistung unterscheiden.

### Architektur

Blockdiagramm der Architektur des K6.

Da er auf einem NexGen-Design basiert, besitzt der K6 fast keine Gemeinsamkeiten mit seinem Vorgänger K5, obwohl beide intern als RISC-Prozessor konstruiert bzw. entwickelt wurden.

### Besonderheiten
Die K6-Prozessoren „Model 6“ benötigen eine I/O-Spannung (VIO) von 3,3 V. Bei ausreichender Kühlung kann ein K6 233 MHz mit VCore = 3,2 V (Model 6) auch mit VCore = 3,3 V betrieben werden. Damit ist ein Betrieb auch auf Sockel-7-Mainboards möglich, die noch keine geteilte Spannungsversorgung (VCore/VIO) für die CPU bereitstellen. Derartige Mainboards erlauben meist auch nur die Einstellung der Multiplikatoren von 1,5 bis 3,0 mittels zweier Steckbrücken oder DIP-Schalter. Damit lässt sich der K6 233 MHz nur mit maximal 200 MHz betreiben. Ein Multiplikator von 1,5 wird vom K6 jedoch als 3,5 interpretiert, wenn zur Multiplikatoreinstellung nur zwei Steckbrücken oder DIP-Schalter vorhanden sind und somit maximal ein Multiplikator von 3,0 einstellbar ist. Somit lässt sich der K6 233 MHz auch auf diesen alten Mainboards mit maximal zulässiger Taktfrequenz betreiben, wobei der Spannungsregler für die CPU-Spannung in der Regel jedoch einer großzügig ausgelegten, zusätzlichen Kühlung bedarf.

### Leistung
Rückblickend gesehen waren der K6 und dessen Derivate in Sachen Performance ein zweischneidiges Schwert für AMD. Aufgrund seiner langsamen (weil ohne Pipeline ausgeführten) Gleitkommaeinheit hatte der K6 gegen seine direkten Konkurrenten, den Intel-Prozessoren Pentium MMX und Pentium II, bei FPU-lastigen Anwendungen wie etwa den damals aufkommenden 3D-Spielen keine Chance. Dazu kam, dass der Pentium II auf schnellen L2-Cache direkt auf dem Prozessormodul zurückgreifen konnte, während die Prozessoren der K6- und K6-2-Reihe nach wie vor den L2-Cache des (Super-)Sockel-7-Mainboards benutzten. Dieser Bandbreitennachteil machte den AMD-CPUs zu schaffen, erst der K6-III und die mobilen Varianten K6-2+ und K6-III+ liefen am Ende der K6-Ära dank auf dem Die integriertem Level-2-Cache zur Höchstform auf. Diese zeigen deutlich die Vorzüge der K6-Architektur: Eine schnelle Integer-Einheit mit sehr kurzer Pipeline, eine intelligente Branch Prediction Unit und ein für damalige Verhältnisse sehr großer Translation Lookaside Buffer verliehen ihr eine hohe Effizienz (Instructions per cycle). In einem Test gegen die Nachfolge-Architektur K7 bei gleicher Taktfrequenz ging der K6-2+ in vielen integerlastigen Benchmarks als Sieger hervor. Doch während die lediglich sechsstufige Integer-Pipeline das K6-Design weitestgehend unabhängig von Softwareoptimierungen machte, begrenzte dieses Low-Latency-Design andererseits maßgeblich die maximale Taktfrequenz: Die K6-Architektur erreichte bei 570 MHz ihr Maximum, das Nachfolge-Design K7 hingegen skalierte über die Jahre bis weit über 2 GHz.

## Modelldaten

### K6 (Model6)

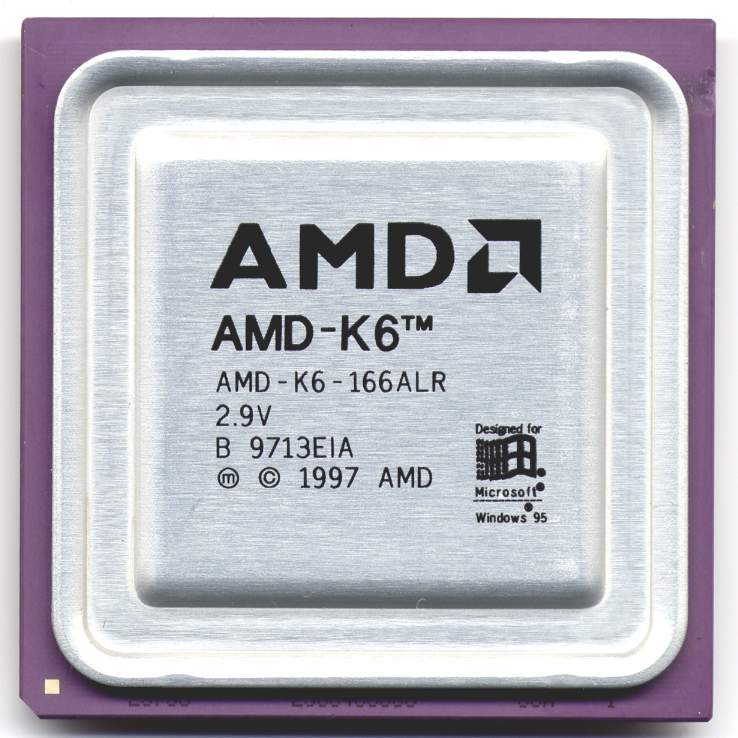
K6 mit 166 MHz (Model 6)

- L1-Cache: 32 + 32 KiB (Daten + Instruktionen)
- MMX
- Sockel 7 mit 66 MHz
- Erscheinungsdatum: 2. April 1997
- Betriebsspannung (VCore): 2,9 V (233 MHz: 3,2 V) K6 mit 233 MHz (Model 6) und 3,2 V

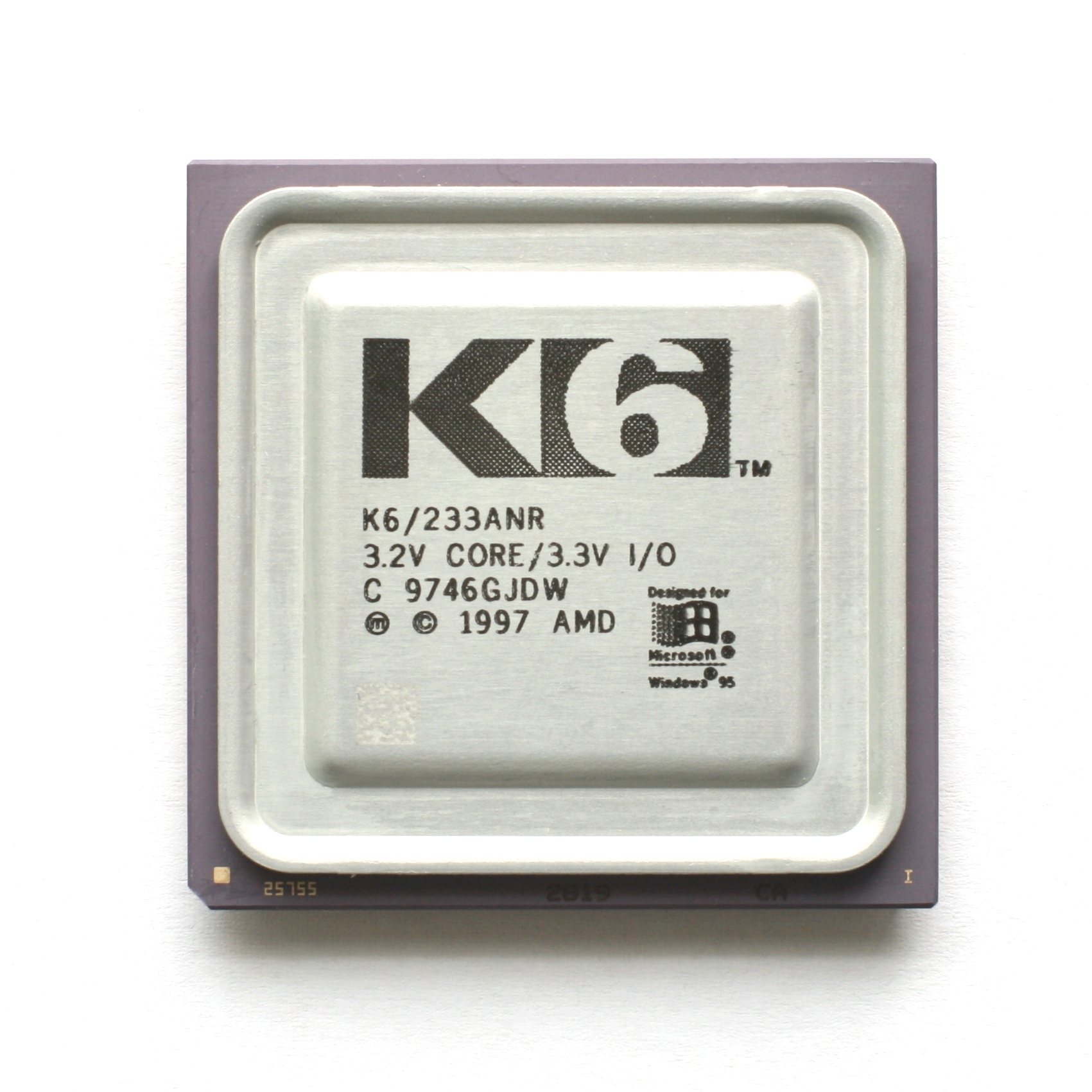
K6 mit 233 MHz (Model 6) und 3,2 V

- Fertigungstechnik: 0,3 µm
- Die-Größe: 162 mm² bzw. 157 mm² bei 8,8 Millionen Transistoren
- Taktraten (Leistungsaufnahme):
  - 166 MHz (17,2 W)
  - 200 MHz (20,0 W)
  - 233 MHz (28,3 W)

### K6 (Little Foot / Model7)

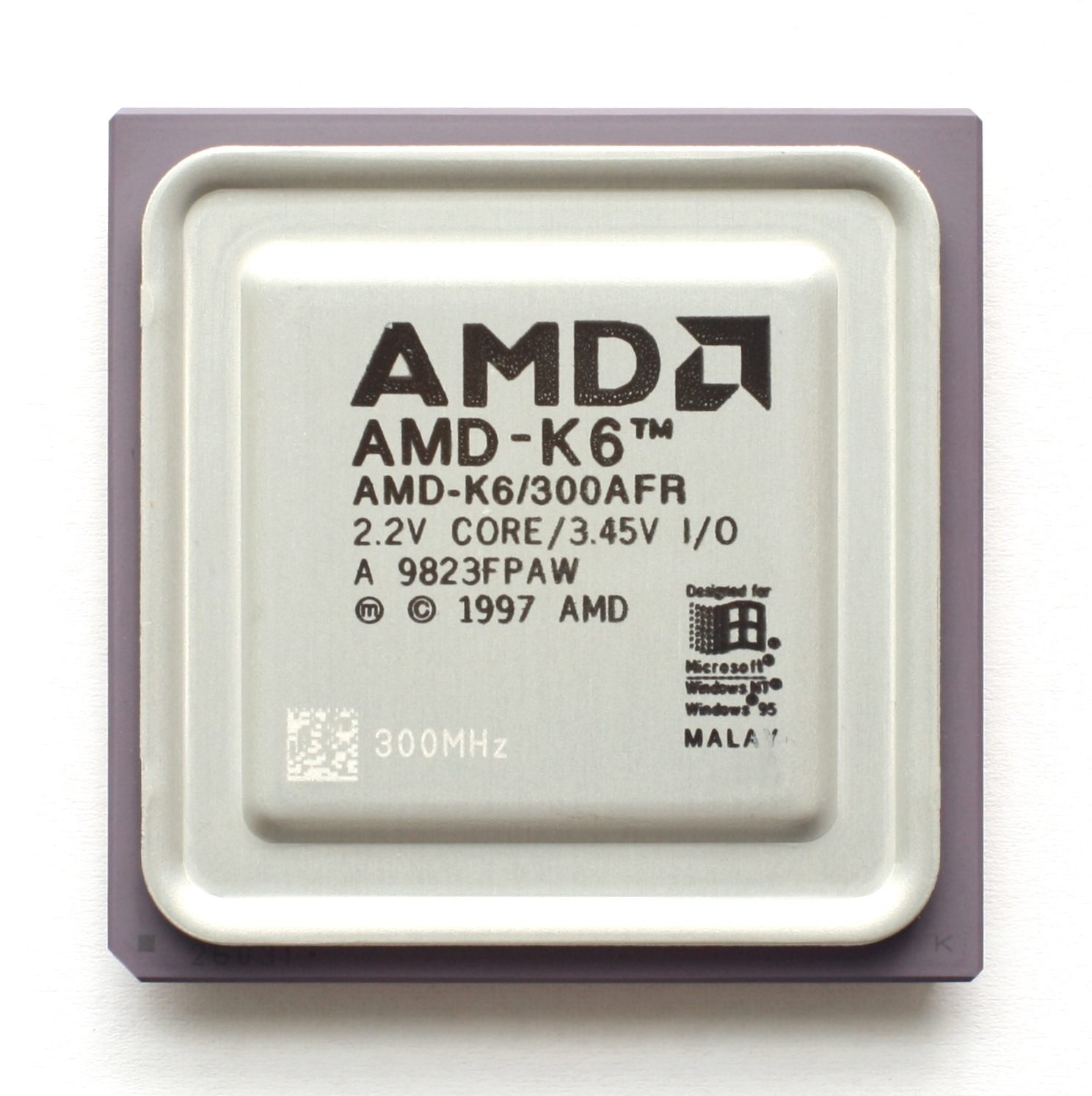
K6 mit 300 MHz (Little Foot)

- L1-Cache: 32 + 32 KiB (Daten + Instruktionen)
- MMX
- Sockel 7 mit 66 MHz
- Betriebsspannung (VCore): 2,2 V
- Erscheinungsdatum: 6. Januar 1998
- Fertigungstechnik: 0,25 µm
- Die-Größe: 68 mm² bei 8,8 Millionen Transistoren
- Taktraten (Leistungsaufnahme):
  - 200 MHz (12,45 W)
  - 233 MHz (13,50 W)
  - 266 MHz (14,55 W)
  - 300 MHz (15,40 W)